# Station Kaczorów
Station Kaczorów is een spoorwegstation in de Poolse plaats Kaczorów.